# BMO Harris Bradley Center
Das BMO Harris Bradley Center war eine Mehrzweckhalle in der US-amerikanischen Stadt Milwaukee im Bundesstaat Wisconsin. Sie war u. a. von 1988 bis 2018 die Heimat des Basketballteams der Milwaukee Bucks aus der NBA und der NCAA-College-Basketball-Mannschaft der Golden Eagles der Marquette University.
Das BMO Harris Bradley Center fasste bei Sportveranstaltungen zwischen 17.600 und 18.600 Zuschauer, bei Konzerten fanden bis zu 20.000 Menschen einen Platz.

## Geschichte
Der Grundstein der Halle wurde 1986 gelegt. Damals war sie eine der modernsten Hallen weltweit. Eröffnet wurde die Halle 1988 mit einem Eishockeyspiel der Edmonton Oilers gegen die Chicago Blackhawks. Das Bradley Center sollte die veraltete U.S. Cellular Arena ersetzen und den ansässigen Sportteams eine moderne Sportarena bieten, um auch in Zukunft konkurrenzfähig zu sein. Vor allem das NBA Team der Milwaukee Bucks profitierte vom Neubau und zog 1988 ins Bradley Center um. 
Zur NBA-Saison 2010/11 wurde die Halle renoviert und teilweise erneuert. Augenscheinlichste Veränderung war die Installation eines neuen LED-Videowürfels in der Hallenmitte. Ebenso wurden Kabinen, Restaurants und die Fassade renoviert. 
Der Name der Halle geht auf Harry Lynde Bradley zurück, einem Philanthrop und Unternehmer. Bradley ist Mitbegründer und der technische Kopf der Allen-Bradley-Company gewesen, einer Firma von Weltrang der Elektrotechnik, die als Marke in den Konzern Rockwell Automation aufgegangen ist. Am 21. Mai 2012 gab man in Anwesenheit von Vertretern der Stadt, des Bradley Centers, der Milwaukee Bucks und des neuen Sponsors bekannt, dass die Arena für die nächsten sechs Jahre den Namen BMO Harris Bradley Center tragen wird. Die in Chicago ansässige Bank BMO Harris zahlt während der Vertragsdauer über 18 Millionen US-Dollar für die Rechte.
Im September 2013 gab die NBA bekannt, dass das BMO Harris Bradley Center nicht mehr zeitgemäß sei. Um den Standort Milwaukee für die NBA zu erhalten, müsse laut Ansicht der Liga in naher Zukunft eine neue Arena entstehen. Das Bradley Center ist die älteste Arena der Liga. Besonders in Sachen Größe und Ausstattung hinkt das BMO Harris Bradley Center anderen NBA-Arenen hinterher.
Zur Saison 2018/19 zogen die Milwaukee Bucks und die Marquette Golden Eagles in das für 524 Mio. US-Dollar neugebaute Fiserv Forum um. Nach der Eröffnung der neuen Halle wird das BMO Harris Bradley Center abgerissen. Das Gebäude wird in einem Zeitraum von einem Jahr mit Maschinen abgebrochen und nicht komplett per Explosion zum Einsturz gebracht. Am 13. Januar 2019 wurde das Dach der Halle mittels einer Sprengung zum Einsturz gebracht.

## Galerie

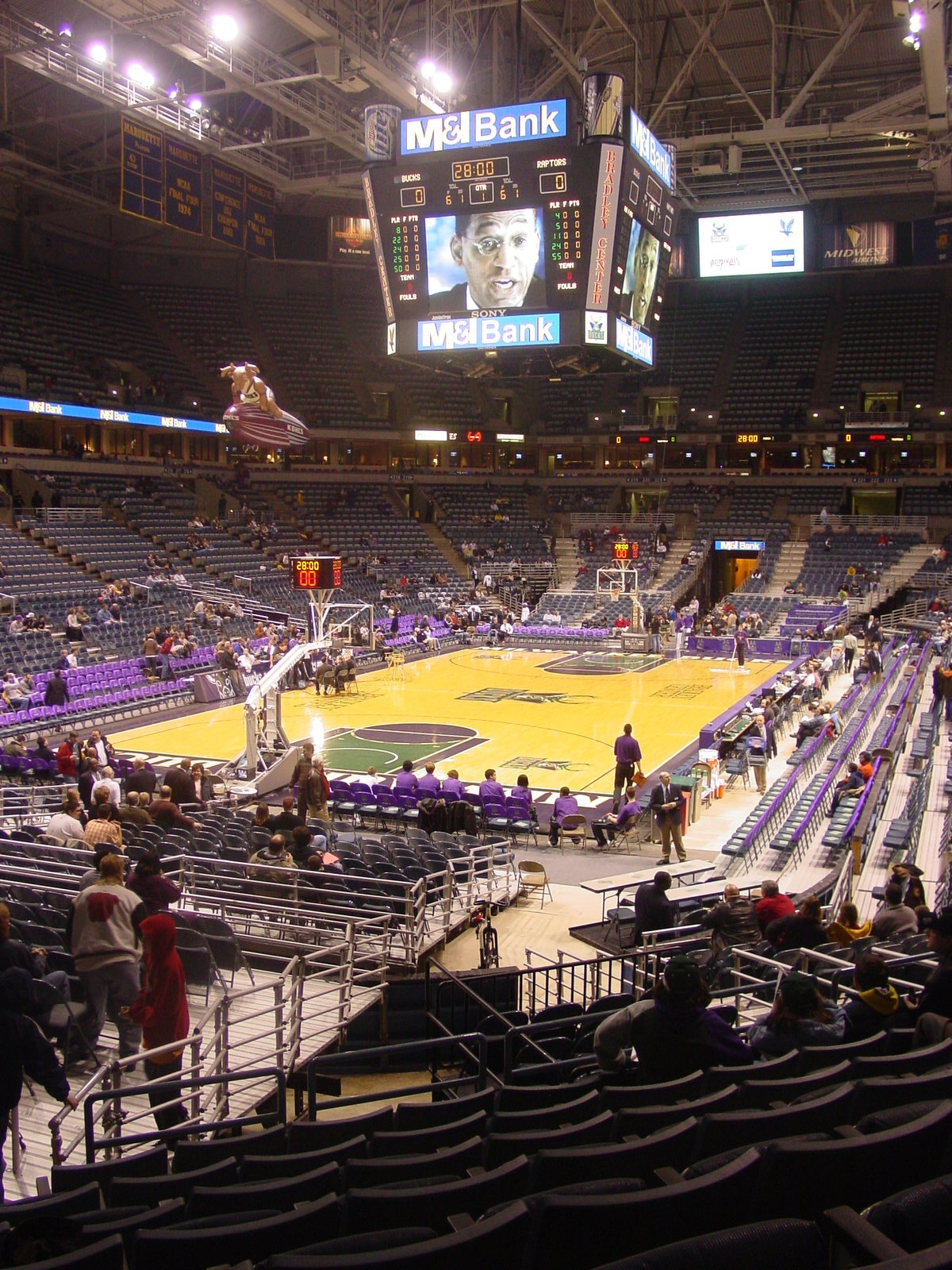
Innenansicht mit Basketballfeld
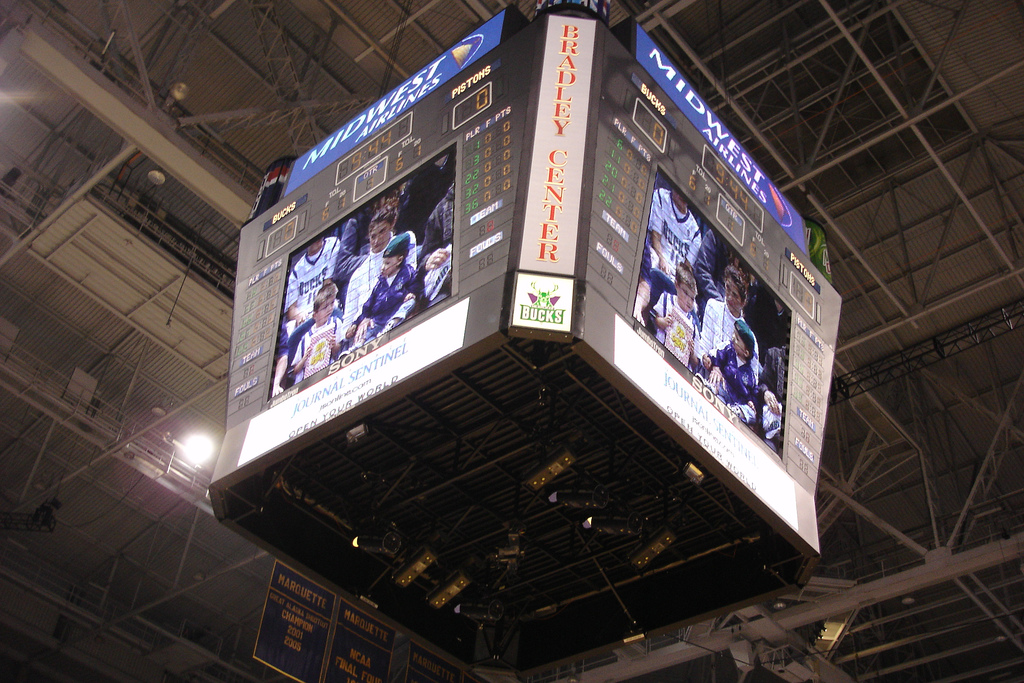
Der bis 2010 verwendete Videowürfel
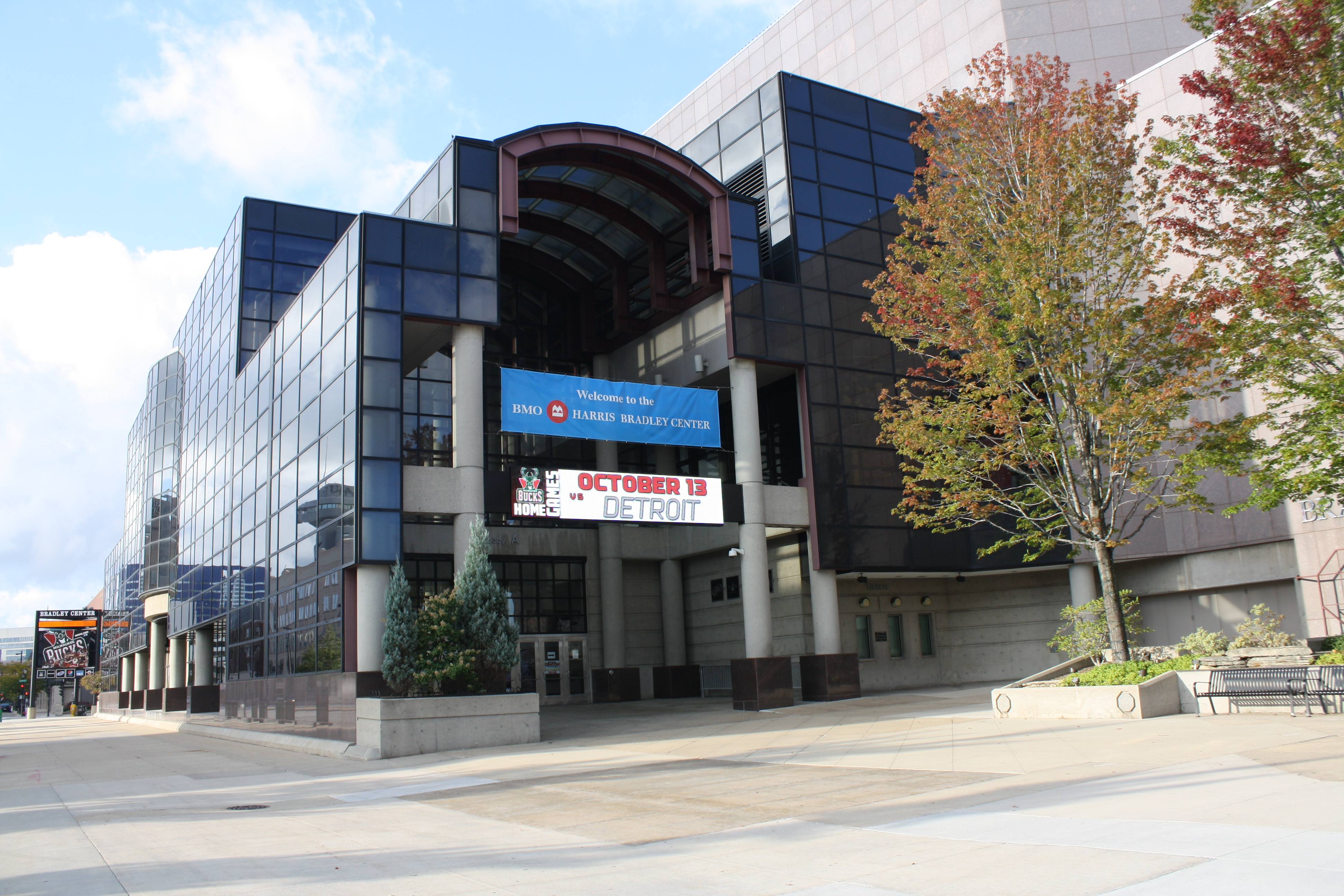
Nordeingang des BMO Harris Bradley Center
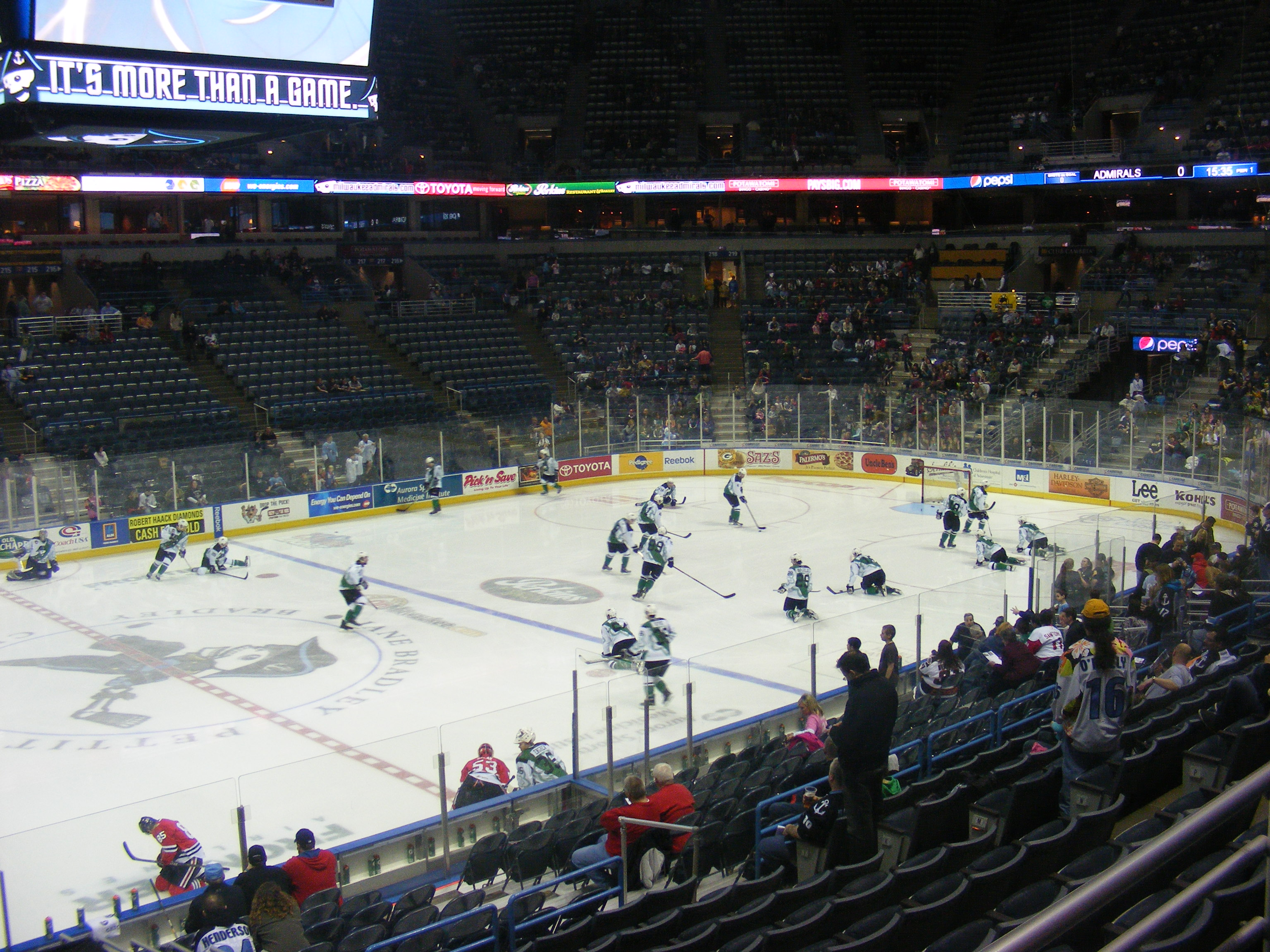
Innenansicht bei Eishockeyspielen